# Dohar (underdistrikt)
Dohar är ett underdistrikt i Bangladesh.   Det ligger i provinsen Dhaka, i den centrala delen av landet, 30 km väster om huvudstaden Dhaka. Antalet invånare är 175 842. Arean är 121 kvadratkilometer.
Terrängen i Dohar är mycket platt.
Trakten runt Dohar består till största delen av jordbruksmark. Runt Dohar är det mycket tätbefolkat, med 6 019 invånare per kvadratkilometer.